# Accidentally in Love (lied)
Accidentally in love uit 2004 is een lied van de Amerikaanse muziekgroep Counting Crows, dat werd gebruikt als soundtrack van de film Shrek 2. Adam Duritz, de persoon die het nummer schreef, is vooral bekend van zijn melancholieke volwassen muziek, en hij vond het daarom moeilijk om een dergelijk nummer te schrijven. Volgens Duritz werd hij verliefd op iemand tijdens het schrijven, en dat zorgde voor inspiratie om het te schrijven. "Accidentally in Love" gaat over verliefdheid en alle dingen die daar bij horen. Het nummer werd genomineerd voor een Oscar voor Beste nummer.
In Nederland stond het nummer tien weken in de Nederlandse Top 40. Het nummer behaalde de vijftiende plaats.

## Hitnoteringen

### Nederlandse Top 40
| Hitnotering: 04-09-2004 t/m 06-11-2004 | Hitnotering: 04-09-2004 t/m 06-11-2004 | Hitnotering: 04-09-2004 t/m 06-11-2004 | Hitnotering: 04-09-2004 t/m 06-11-2004 | Hitnotering: 04-09-2004 t/m 06-11-2004 | Hitnotering: 04-09-2004 t/m 06-11-2004 | Hitnotering: 04-09-2004 t/m 06-11-2004 | Hitnotering: 04-09-2004 t/m 06-11-2004 | Hitnotering: 04-09-2004 t/m 06-11-2004 | Hitnotering: 04-09-2004 t/m 06-11-2004 | Hitnotering: 04-09-2004 t/m 06-11-2004 | Hitnotering: 04-09-2004 t/m 06-11-2004 |
| Week:                                  | 1                                      | 2                                      | 3                                      | 4                                      | 5                                      | 6                                      | 7                                      | 8                                      | 9                                      | 10                                     |                                        |
| -------------------------------------- | -------------------------------------- | -------------------------------------- | -------------------------------------- | -------------------------------------- | -------------------------------------- | -------------------------------------- | -------------------------------------- | -------------------------------------- | -------------------------------------- | -------------------------------------- | -------------------------------------- |
| Positie:                               | 35                                     | 27                                     | 16                                     | 15                                     | 15                                     | 22                                     | 23                                     | 23                                     | 28                                     | 35                                     | uit                                    |

### NederlandseSingle Top 100
| Hitnotering: 28-08-2004 t/m 26-03-2005 | Hitnotering: 28-08-2004 t/m 26-03-2005 | Hitnotering: 28-08-2004 t/m 26-03-2005 | Hitnotering: 28-08-2004 t/m 26-03-2005 | Hitnotering: 28-08-2004 t/m 26-03-2005 | Hitnotering: 28-08-2004 t/m 26-03-2005 | Hitnotering: 28-08-2004 t/m 26-03-2005 | Hitnotering: 28-08-2004 t/m 26-03-2005 | Hitnotering: 28-08-2004 t/m 26-03-2005 | Hitnotering: 28-08-2004 t/m 26-03-2005 | Hitnotering: 28-08-2004 t/m 26-03-2005 | Hitnotering: 28-08-2004 t/m 26-03-2005 | Hitnotering: 28-08-2004 t/m 26-03-2005 | Hitnotering: 28-08-2004 t/m 26-03-2005 | Hitnotering: 28-08-2004 t/m 26-03-2005 | Hitnotering: 28-08-2004 t/m 26-03-2005 | Hitnotering: 28-08-2004 t/m 26-03-2005 |
| Week:                                  | 1                                      | 2                                      | 3                                      | 4                                      | 5                                      | 6                                      | 7                                      | 8                                      | 9                                      | 10                                     | 11                                     | 12                                     | 13                                     | 14                                     | 15                                     | 16                                     |
| -------------------------------------- | -------------------------------------- | -------------------------------------- | -------------------------------------- | -------------------------------------- | -------------------------------------- | -------------------------------------- | -------------------------------------- | -------------------------------------- | -------------------------------------- | -------------------------------------- | -------------------------------------- | -------------------------------------- | -------------------------------------- | -------------------------------------- | -------------------------------------- | -------------------------------------- |
| Positie:                               | 73                                     | 23                                     | 14                                     | 14                                     | 15                                     | 23                                     | 25                                     | 31                                     | 30                                     | 38                                     | 44                                     | 55                                     | 51                                     | 57                                     | 61                                     | 57                                     |
| Week:                                  | 17                                     | 18                                     | 19                                     | 20                                     | 21                                     | 22                                     | 23                                     | 24                                     | 25                                     | 26                                     | 27                                     | 28                                     | 29                                     | 30                                     | 31                                     |                                        |
| Positie:                               | 66                                     | 65                                     | 66                                     | 65                                     | 67                                     | 70                                     | 69                                     | 71                                     | 66                                     | 68                                     | 64                                     | 69                                     | 72                                     | 75                                     | 78                                     | uit                                    |

### NPO Radio 2 Top 2000
| Nummer met noteringen in de NPO Radio 2 Top 2000 | '09  | '10  | '11  | '12 | '13  | '14  | '15  | '16  | '17  | '18  | '19  | '20  | '21  | '22  | '23  |
| ------------------------------------------------ | ---- | ---- | ---- | --- | ---- | ---- | ---- | ---- | ---- | ---- | ---- | ---- | ---- | ---- | ---- |
| Accidentally in Love                             | 1305 | 1323 | 1065 | 726 | 1168 | 1623 | 1312 | 1375 | 1747 | 1767 | 1958 | 1784 | 1833 | 1855 | 1986 |

1. ↑  Een vetgedrukt getal geeft de hoogste notering aan.
2. ↑  2009 was het eerste jaar met een notering voor dit nummer.
3. ↑  Deze tabel is bijgewerkt tot en met de laatste editie (2024).